# Medway (Maine)
Medway és una població dels Estats Units a l'estat de Maine (EUA). Segons el cens del 2000 tenia 1.489 habitants.

## Demografia
Segons el cens del 2000, Medway tenia 1.489 habitants, 587 habitatges, i 437 famílies. La densitat de població era de 14 habitants/km².
Dels 587 habitatges en un 35,3% hi vivien nens de menys de 18 anys, en un 64,1% hi vivien parelles casades, en un 5,8% dones solteres, i en un 25,4% no eren unitats familiars. En el 20,8% dels habitatges hi vivien persones soles el 7% de les quals corresponia a persones de 65 anys o més que vivien soles. El nombre mitjà de persones vivint en cada habitatge era de 2,54 i el nombre mitjà de persones que vivien en cada família era de 2,92.
Per edats la població es repartia de la següent manera: un 24,9% tenia menys de 18 anys, un 6,5% entre 18 i 24, un 29,1% entre 25 i 44, un 29,1% de 45 a 60 i un 10,4% 65 anys o més.
L'edat mediana era de 39 anys. Per cada 100 dones de 18 o més anys hi havia 104,8 homes.
La renda mediana per habitatge era de 33.646 $ i la renda mediana per família de 40.063 $. Els homes tenien una renda mediana de 42.353 $ mentre que les dones 18.917 $. La renda per capita de la població era de 15.264 $. Entorn del 8,6% de les famílies i l'11,5% de la població estaven per davall del llindar de pobresa.